# 동물 농장의 등장인물
다음은 조지 오웰의 소설 동물 농장에 나오는 등장인물들에 관한 설명이다.

## 메이저 영감
메이저 영감(Old Major)은 조지 오웰(George Owell)의 소설 동물농장(Animal Farm)에 나오는 돼지이며, 그는 카를 마르크스와 블라디미르 레닌을 상징한다. 그는 농장의 모든 동물의 존경을 받았던 늙은 수퇘지였다.
책의 첫부분에 메이저 영감은 농장의 동물들에게 자신이 12년을 살아오면서 겪었던 인간들의 불공평한 지배와 억압에 대해 연설하며 인간에 맞선 혁명을 호소한다. 또한 그는 동물들에게 자신의 꿈꾼 이상적인 세계, 즉 인간이 사라지고 영국이 동물들에 의해 통치되는 세상에 대해 말하며 영국의 짐승들이란 노래를 퍼뜨린다.
그는 사흘 후 잠결에 사망하지만 그의 이상은 동물농장의 모든 동물들에게 퍼져 돼지들 중 특히 나폴레옹과 스노볼을 주축으로 혁명을 위한 준비를 해나간다.

## 나폴레옹
나폴레옹(Napoleon)은 조지 오웰(George Orwell)의 소설 동물 농장(Animal Farm)에 나오는 독재자 돼지이며 소련의 독재자 이오시프 스탈린(서기 1879년~1953년)을 상징한다. 초기 프랑스판 번역에서는 세자르(율리우스 카이사르)로 번역되었다. 버크셔 돼지로, 생김새가 약간 사나워 보이고 덩치가 크다.  말재주는 없었지만 고집이 세고 모든 일에 자신의 뜻을 관철하는 경향이 있었으며 의지가 강했다.
그는 메이저 영감(Old Major; 블라디미르 레닌을 상징)의 동물주의(공산주의) 이론을 스노볼(Snowball; 레프 트로츠키를 상징)과 함께 체계화 시키던 중, 장원 농장(매너 농장, Manor Farm; 농노가 해방되지 않은 제정 러시아를 나타냄)에서 동물의 봉기가 일어났다. 농장주 존스 부부(Mr. and Mrs. Jones; 니콜라이 2세와 알렉산드라 황후를 상징)와 일꾼들이 쫓겨나고, 스노볼과 스퀼러(Squealer) 등의 돼지들은 함께 동물 농장을 선포한다.
봉기 이후에 각종 단체를 조직하는 열성적 혁명가 스노볼과는 반대로 그는 비밀리에 블루벨이 낳은 개(비밀 경찰) 9마리를 친위대로 키웠다. 나중에 스노볼과 풍차 건립 문제(경제 개발 문제)를 두고 크게 대립하게 되자, 자신의 친위대인 9마리의 개들로 스노볼을 축출하고 독재자의 자리에 오른다.
집권 3주 후, 그는 풍차를 건립하기로 선언하고 자신이 그동안 금지해 왔던 이웃 농장주와의 거래를 스스로 시작한다. 동시에 그는 자신의 대변인이 된 스퀼러를 통해 동물 농장의 법인 7계명까지 바꾸면서 자신을 정당화시킨다. 그런데 풍차 공사가 절반쯤 진행되었을 때 풍차가 무너지는 일이 발생하고, 그 후 동물들은 다시 풍차를 건립하고 '나폴레옹 풍차'라고 명명되지만, 풍차의 전투 때 프레더릭 일당에 폭약에 의해 또다시 파괴된다. 그리고 세 번째로 풍차를 건립할 때 복서가 쓰러졌고, 결국 완공되었지만 전기를 생산하지는 못하고 옥수수를 찧는 데 사용하게 된다. 동물 농장은 점점 안정되지만, 돼지들과 개를 제외한 모든 동물은 굶주림에 시달린다. 결국, 나폴레옹과 돼지들은 인간들처럼 두 발로 걷고 옷을 입고 인간을 불러 술자리를 함으로써 동물 농장은 봉기 이전과 다를 바 없는 모습이 되어버린다.
원작자 조지 오웰은 사회주의 좌파 지식인이었으며 봉건주의 나라인 러시아가 민중 봉기인 러시아 혁명을 통해 공산주의 국가인 소련으로 탈바꿈 한데 찬성하였다. 러시아 혁명의 최종적 승자인 레닌이 사망하자, 진정한 공산주의자 중의 한명이었던 레프 트로츠키(본명 레프 브론스타인)가 정권을 이어받을 것으로 예상하였으나, 이오지프(조지프) 스탈린이 정권을 잡고 트로츠키를 해외 추방한데 분개하여 이 소설을 작성하였다. 소설에 나오는 나폴레옹이 스탈린이며 쫓겨난 스노볼이 트로츠키를 의미한다. 나폴레옹은 스노볼이 인간(자본가)들과 결탁하여 배신하였다고 주장하였으나 실제로는 나폴레옹 자신이 인간(자본가)들에게 뒷돈을 받는 장면이 묘사되는데 이는 스탈린이 경제난이 극심해져서 정권 유지가 곤란해지자, 영국 자본으로부터 지원을 받아 군수 산업을 키우는 내용을 우회적으로 비판한 것이다. 독일의 히틀러는 이를 간파하고 공산주의(영국 자본가들의 지원을 받는 소련의 스탈린)를 몰락시키지 못하면 유대인의 세상(영국 유대인 자본가들의 세상)이 될 것이라고 판단하여 불가침조약을 깨고 독소침공을 감행한다.

## 모세(모지스)
모세(Moses)는 존스 씨가 가장 귀여워하는 집까마귀이다. 첩자이자 고자질장이였지만 또한 총명한 수다장이이기도 했다. 동물들에게 슈가 캔디 마운틴이라는, 1년 내내 일요일이라 일하지 않아도 되며 천지가 각설탕과 케이크로 널려 있는 나라가 구름 너머 어딘가에 있다고 말했다. 동물들은 모세가 일도 하지 않고 이런 말이나 지껄이는 것이 불쾌했지만, 동물들 중 일부는 슈가 캔디 마운틴이 실존한다고 믿었다. 동물들의 반란으로 존스 씨와 일꾼들, 존스 씨의 부인이 농장에서 쫓겨날 때 존스 씨 일행을 따라 농장에서 사라졌다. 그리고 몇 년 후 풍차의 전투가 일어난 후에 돌아와서 슈가 캔디 마운틴 이야기를 계속했고, 자신이 정말 그 나라에 가 봤다고 말했다. 러시아의 정교회를 상징하는데 어떤 사람들은 정교회 수도사인 그리고리 예피모비치 라스푸틴을 상징한다고 주장한다.

## 스노볼
스노볼(Snowball)은 쾌활하고 뛰어난 언변가에 여러 가지 재주를 지닌 돼지이며, 돼지들 중에서도 최고의 명필이었다. 7계명도 직접 썼다. 나폴레옹이 독재자가 되기 전 나폴레옹과 공동 대장을 맡았다. 외양간의 전투 때 전략을 짜고 손수 동물들을 지휘하고 작전 명령을 하면서 싸웠다. 존스에게 총 한 발을 등에 맞았는데, 이것은 나중에 나폴레옹의 이빨에 뜯긴 상처였다고 조작되었다. 이 전투에서의 공로로 복서와 함께 동물 영웅 1등 훈장을 받았다. 풍차 건립 계획을 주장하다가 나폴레옹의 개들에 의해 농장에서 축출되었고, 그 후로 더 이상 등장하지 않는다. 그렇지만 그 후로도 많이 언급된다. 스탈린에 의해 쫓겨난 레프 트로츠키와 그의 휘하에 있던 혁명가들을 상징한다.

## 스퀼러
스퀼러(Squealer)는 나폴레옹의 대변인으로 아주 뛰어난 언변가이다. 나폴레옹이 독재자가 된 후 동물들을 설득하고, 과거의 농장 역사를 조작하고 스노볼이 존스 씨의 첩자였다는 등 스노볼의 행적도 조작했다. 나중에 '네발은 좋고 두 발은 나쁘다!'를 외치던 양들을 자작나무 숲으로 데리고 가서 새로운 구호('네발은 좋고 두 발은 더욱 좋다!')를 외치도록 교육했다. 소설 속에서 처음으로 두 발로 걸은 돼지이다. 뱌체슬라프 몰로토프 또는 '프라우다' 지를 상징한다.

## 프레더릭
프레더릭(Frederick)은 소설 동물 농장에 등장하는 몇 안 되는 인간 중 한 명으로, 핀치필드 농장의 농장주이다. 이웃 농장인 폭스우드보다 크기는 작았지만 운영은 잘되었다. 폭스우드의 농장주 필킹턴을 아주 싫어하고 필킹턴도 그를 싫어하여 서로 의견이 일치한 적이 없었다. 나폴레옹에게 위조 지폐를 지불하고 동물 농장의 목재를 몽땅 사간 적도 있다. 풍차 전투 초반에 총을 앞세워 동물들에게 부상을 입혀 후퇴하게 하고 폭약으로 풍차를 파괴시켰다. 그런데 파괴시킨 것이 동물들을 적개심에 차게 하여, 동물 농장 동물들에게 패배했다. 핀치필드는 제3제국(나치 독일)을 상징하고 프레더릭은 총통 아돌프 히틀러를 상징한다.

## 필킹턴
동물 농장에 인접해 있는 폭스우드 농장을 소유하고 있다. 필킹턴은 매우 게으른 사람이어서 그의 폭스우드 농장은 제대로 운영되지 않았다. 필킹턴은 미국의 프랭클린 델러노 루스벨트 대통령과 영국의 윈스턴 처칠 수상으로 묘사되며, 그의 농장 폭스우드는 자본주의 국가인 미국과 영국을 상징한다.
- 필킹턴은 핀치필드의 농장주인 프레드릭과 철천지 원수이지만 존스가 동물 농장을 탈환하려 할 때 프레드릭과 협조하여 동물 농장에 무장한 일꾼들을 보내 존스를 돕는다.

- 동물 농장의 나폴레옹과 친하게 지내려 하지만, 나폴레옹이 프레드릭의 꼬임에 넘어가 필킹턴의 목재 구입 의사를 거절하고 그를 적으로 취급하면서 둘의 관계가 악화된다.

- 후에 동물 농장이 프레드릭의 침공을 받았을 때 나폴레옹으로부터 지원 요청을 받지만 거절하며 알아서 하라고 한다.

## 존스
존스(Mr. Jones)는 조지 오웰의 소설인 동물 농장에 나오는 인물로 제정 러시아의 로마노프 왕조의 마지막 황제인 니콜라이 2세를 상징한다. 소설에서 메이너 농장의 주인이다. 여기서 메이너 농장은 니콜라이 2세치하의 러시아를 상징한다. 
메이저 영감의 연설 때 모임에 참석한 농장 동물들이 연설이 끝나고 영국의 짐승들을 합창할 때 존즈 씨는 헛간에 여우가 침입했다고 단정하고 총을 쏘아 모임이 빨리 끝났다.
비록 동물들에게 심하게 구는 주인이기는 했지만, 존스 씨는 원래 유능한 농장주였다. 그런데 최근에 한 소송에서 금전 상의 손해를 본 뒤부터는 술고래가 되고, 농장 동물들을 못살게 굴고 학대하고 먹이도 잘 주지 않았다. 성요한 축일 밤 굴주린 가축들이 돌발적으로 반란을 일으키고, 존스 씨와 부하들, 부인 모두 도망간다.
어느 날 존스 씨의 부하들이 동물들의 배식 시간을 잘 지키지 않고 존스의 부실한 농장 경영과 동물 학대에 메이너 농장 동물들이 반기를 들어 인간무리 일당을 농장 밖으로 내쫓는다. 그 후 존스는 레드 라이언 술집에 술에 계속 취해있고 반란을 일으킨 동물들을 폄하하였다. 어느날 존즈는 이웃농장 주인들과 그들의 부하를 이끌고 메이너 농장에서 동물 농장으로 명칭을 바꾼 농장으로 공격하지만, 외양간 전투에서 후퇴하였고 큰 실패와 피해를 받았다. 다시 술집에 잠적하여 알코올 중독자가 되지만 후에 알코올 중독자 수용 시설에서 죽는다.

## 복서
복서는 동물 농장에 나오는 말로, 코 밑에 2개의 하얀 줄무늬가 있다. 힘이 말 두세 마리를 합친 정도로 세다. 외양간의 전투에서 용감히 싸워 동물 영웅 1등 훈장을 받았고 풍차 건설 때 가장 열심히 일했다. 풍차 전투에서 가장 큰 부상을 당했으며 나폴레옹을 믿고 따르며 '나폴레옹은 언제나 옳다'를 좌우명으로 삼기까지 했으나, 채석장에서 쓰러졌을 때 병원에 보낸다는 핑계로 나폴레옹이 도축장에 팔아버렸다.
쉽게 세뇌당하고 평범한 노동자 (프톨레타리아)를 상징한다.

## 윔퍼
동물농장의 지도자인 나폴레옹이 같이 경쟁한 지도자 스노볼을 추방시킨후 농장 밖의 사람들과 거래하겠다고 선언하였다.
나폴레옹은 농장 밖에 사람들과 거래하는 것을 도와주는 중재자인 인간 윔퍼를 고용한다.
윔퍼는 유일하게 사람으로써 동물농장을 드나들수 있다. 허나 동물들은 그를 증오한다.
윔퍼는 소련 때 중진국을 상징한다.

## 클로버
나이가 제법 든 암말인데 새끼를 4번이나 낳았다. 나폴레옹이 독재자가 된 후 뮤리엘의 도움으로 7계명이 날조되어가는 것을 여러 번 발견하지만, 이상함을 느낄 뿐 날조되었다는 것을 알지는 못했다. 아기 오리 떼에게 울타리를 만들어 주고, 복서가 쓰러졌을 때 약을 먹여 주고, 복서에게 말동무가 되어 주고, 농장에 새로 사들인 말 세 마리에게 이야기를 해 주며 부모 같은 존재가 되어 주는 등  등장인물 중에서 동정과 친절함을 가장 많이 보여주는 동물이고, 복서와 더불어 민중 계급을  상징하는 동물이다.

## 미니무스(미니머스)
미니무스 돼지는 지도자 나폴레옹 돼지를 위해 시를 쓰거나 등 문학작품을 짓는다. 미니무스는 시와 노래작곡에 대단한 재주가 있다고 한다. 나폴레옹은 '영국의 짐승들' 부르는 것을 금지하고 대신 다른 노래를 부르게 했는데, 그 대신 부르게 한 노래는 미니무스가 작곡한 것이었다. 미니무스는 작가인 막심 고리키와 블라디미르 마야콥스키를 상징한다.

## 뮤리엘
글을 천천히 읽을 줄 아는 늙은 염소이다. 덕분에 신문 조각을 가지고 와 동물들에게 읽어 준다. 클로버에게 날조되어가는 7계명을 여러 번 읽어 주었다. 소설의 마지막에 뮤리엘이 죽는 것은 남아있던 지식인층의 소멸을 상징한다고 보기도 한다. 또한 클로버와 마찬가지로 의외로 정이많고 따뜻한 마음을 가지고 있다.

## 벤자민
농장에서 가장 나이가 많고 성질도 제일 고약하고 성격도 매우 무뚝뚝한 당나귀이다. 그는 속마음으로 복서를 매우 존중하고 존경한다.
벤자민에 얽힌 이야기에 따르면, 벤자민은 소련의 유대인 혹은, 공산주의에 대해 침묵과 무반응으로 대응했던 소련의 지식인을 상징한다.

## 몰리
흰 말이며 메이저 영감이 연설할 때 제일 늦게 도착했고 각설탕을 씹고 있었다. 읽기와 쓰기를 배울 때 자기 이름에 들어가는 알파벳 여섯 글자 빼고는 배우지 않았으며 리본을 달고 다닌다. 외양간의 전투가 끝나고 겨울이 오자 몰리는 사라졌는데, 얼마 후 목격자가 나타났고, 그는 몰리가 어떤 술집의 이륜마차를 끄는 일을 하고 있다고 증언했다. 그 후 동물들은 몰리 얘기를 입 밖에 내지 않았다. 몰리는 부르주아, 망명한 귀족을 상징한다.

## 양떼
양들은 동물 농장에서 상당히 멍청한 동물로 묘사된다. 이들은 항상 "네 다리는 좋고, 두 다리는 나쁘다"라는 구호를 입에 달고 다니고, 돼지들의 독재에 대한 반대 의견이 나올때마다 그 구호를 외치면서 반대를 잠재운다. 이들은 무식하게 스탈린을 따르던 어리석은 인민들을 상징한다.